# نیکوس ورتیس
نیکوس ورتیس (به یونانی: Νίκος Βέρτης) (زاده: ۲۱ آگوست ۱۹۷۶) خواننده یونانی است. او تاکنون ۵ آلبوم استودیویی  به همراه ترانه های تک آهنگ و دو آلبوم ویژه منتشر کرده‌است.

## اوایل زندگی
ورتیس   در شهر خورینخم هلند در خانواده ای اهل کاوالا به دنیا آمده‌است.
او در سن ۶ سالگی به همراه خانواده خود به سالونیک نقل مکان کرد. او خوانندگی را در کلوب کوچکی در شهر سالونیک شروع کرد. ورتیس در تابستان سال ۲۰۰۲ در کلوب معروف «رُدُن» به خوانندگی پرداخت و تا تابستان سال ۲۰۰۳ در آنجا به فعالیت خود ادامه داد.

## دیسکوگرافی

### آلبوم‌ها
| سال انتشار | عنوان                              | مجوز        |      |                        |          |
| ---------- | ---------------------------------- | ----------- | ---- | ---------------------- | -------- |
| سال انتشار | عنوان                              | مجوز        | ۲۰۰۳ | Poli Apotoma Vradiazei | Platinum |
| ۲۰۰۴       | Pame Psihi Mou (Come on, my soul)  | Platinum    |      |                        |          |
| ۲۰۰۵       | Pos Perno Ta Vradia Monos          | Platinum    |      |                        |          |
| ۲۰۰۷       | Mono Gia Sena (Only for you)       | 2× Platinum |      |                        |          |
| ۲۰۰۹       | Ola Einai Edo (Everything is here) | 3× Platinum |      |                        |          |
| ۲۰۱۱       | Eimai Mazi Sou (I am with you)     | Platinum    |      |                        |          |
| ۲۰۱۳       | Protaseis (Suggestions)            | —           |      |                        |          |
| ۲۰۱۵       | Nikos Vertis                       | —           |      |                        |          |
| ۲۰۱۷       | Erotevmenos                        | —           |      |                        |          |